# Agarozna gelska elektroforeza
Agarozna gelska elektroforeza je metoda, ki se uporablja v biokemiji in molekularni biologiji za ločevanje molekul DNK ali RNK glede na njihovo velikost. To dosežemo s premikanjem negativno nabitih molekul nukleinskih kislin skozi agarozni gel v električnem polju. Krajše molekule se premikajo hitreje in posledično pripotujejo dlje od daljših.
Agaroza je linearni polisaharid, ki je topen v vroči vodi oziroma v ustreznem pufru, pri ohlajanju pa polimerizira in tvori gel. Prednosti gela so, da se ga enostavno vlije in da ne denaturira vzorcev. Vzorce se lahko iz gela tudi ponovno pridobi in uporabi. Večinoma uporabljamo gele z 0,7- do 2-% agarozo.

## Dejavniki, ki vplivajo na hitrost potovanja DNK
Najpomembnejši dejavnik je dolžina molekule DNK; manjše molekule pripotujejo dlje, ker se lažje prebijajo skozi pore v gelu in ustvarjajo manjši upor trenju. Prav tako vpliva na hitrost potovanja oblika molekule DNK. Pri običajnih pogojih elektroforeze najhitreje potuje dodatno zvita oblika plazmida, nekoliko počasneje linearna in najpočasneje krožna oblika plazmida.
Če povečamo koncentracijo agaroze, se hitrost potovanja molekul DNK zmanjša, s tem omogočimo ločitev manjših molekul, zato v gelu z določeno gostoto ločujemo le molekule določenih velikosti. Vpliva tudi napetost: višja je le-ta, hitreje potuje DNK. Pri previsoki napetosti bi se gel preveč segrel in bi se v končni fazi lahko začel topiti. Hitrost potovanja molekul DNK je zato sorazmerna z uporabljeno močjo električnega polja le pri nizkih napetostih, pri višjih napetostih pa se večji fragmenti začnejo gibati relativno hitro in je njihovo ločevanje slabše, torej se zmanjša resolucija (nad 5 do 8 V/cm).

## Vizualizacija
Najpogosteje uporabljeno barvilo pri agarozni gelski elektroforezi je etidijev bromid (EtBr). Slednji fluorescira pod ultravijolično svetlobo (UV) svetlobo, ko se vstavi (interkalira) v DNK ali RNK. Ko potujejo molekule DNK skozi gel, ki vsebuje EtBr, in gel izpostavimo UV svetlobi, postane vsak pas, ki vsebuje več kot 20 ng DNK, jasno viden. EtBr s svojim vgrajevanjem v molekule DNK tudi zmanjša njihovo mobilnost (za približno 15 odstotkov). Zaradi vgrajevanje v DNK je EtBr znan mutagen, zato so na voljo tudi varnejše alternative, ki pa so običajno precej dražje za proizvodnjo, na primer SYBR Green, SYBR Safe in GelRed.
SYBR Green proizvaja Invitrogen in je precej dražji, a 25-krat občutljivejši in verjetno varnejši kot EtBr, čeprav ni podatkov o njegovi mutagenosti in toksičnosti. SYBR Safe pa je različica SYBR Greena, ki ima dokazano dovolj nizko raven mutagenosti in toksičnosti, da v ZDA ne spada med nevarne odpadke. Njegova občutljivost je podobna kot pri etidijevemu bormidu, le da je tako kot SYBR Green občutno dražji. 
GelRed so razvili pri Biotiumu in ima skoraj enake absorpcijske in emisijske spektre kot EtBr, torej ne potrebujemo nobenih novih naprav ali nastavitev. GelRed ni mutagen in ni toksičen ter je okolju prijazen.
Ker molekule DNK, obarvane z EtBr, niso vidne pod naravno svetlobo, dodamo vzorcu negativno nabit nanašalni pufer, predno ga naložimo v gel. Nanašalni pufri so uporabni, ker so vidni pod naravno svetlobo in kosedimentirajo z DNK, kar pomeni, da se premikajo z enako hitrostjo kot DNK določene dolžine. Med takšne pufre spadajo ksilen cianol in bromofenol modro (potujeta enako hitro kot fragmenti v velikosti 300 in 5000 bp) ter kresol rdeče in oranž G (potujeta enako hitro kot fragmenti v velikosti 50 in 125 bp).  

## Pufri
Pri agarozni gelski elektroforezi se lahko uporablja več pufrov. Med pogosteje uporabljane spadajo: tris acetatni pufer ali TAE (tris/acetat/EDTA), tris boratni pufer ali TBE (tris/borat/EDTA) ter litijev boratni pufer ali LB. TAE ima najnižjo pufersko kapaciteto in omogoča najboljšo resolucijo za večje molekule DNK. To pomeni daljši čas ločevanja pri nižji napetosti, a boljši rezultat. LB je relativno nov pufer, in je neučinkovit pri fragmentih večjih kot 5 kbp, po drugi strani pa zaradi njegove slabe prevodnosti lahko uporabimo precej višjo napetost (do 35 V/cm), kar pomeni, da bo čas ločevanja krajši. 

## Analiza
Ko je elektroforeza končana, gel osvetlimo z UV svetlobo in ga fotografiramo. Z etidijevim bromidom obarvana DNK fluorescira rdečeoranžo. Pas DNK lahko tudi izrežemo iz gela, ga raztopimo in izolirano DNK uporabimo za nadaljnje delo.